# Roussin de Morgex
Pour les articles homonymes, voir Roussin.
Le roussin de Morgex est un cépage de cuve noir.
Le cépage est un peu cultivé en Vallée d'Aoste dans la commune de Morgex. Les analyses génétiques de José Vouillamoz montrent un lien avec le cépage prié blanc.[réf. souhaitée]
Le roussin de Morgex fait partie d'une famille de cépages typiques des régions alpines du Valais et de la Vallée d'Aoste. Les autres cépages sont le bonda, le completer, le cornalin d'Aoste (ou humagne rouge), le cornalin du Valais, le crovassa, le durize, l'eyholzer, le fumin, le goron de Bovernier, l'himbertscha, l'humagne blanche, le lafnetscha, le mayolet, le ner d'Ala, la petite arvine, le petit-rouge, le planscher, le premetta (ou prié rouge), le prié blanc, le rèze, le roussin, le vien de Nus et le vuillermin. 
Synonymes : Roussin
Origine : cépage autochtone provenant de la Vallée d'Aoste.